# Starthilfe
Die Starthilfe ist das Starten eines Verbrennungsmotors bei Versagen der eigenen Starterbatterie oder des Anlassers. Sie ist eine häufige Maßnahme der professionellen Pannenhilfe und kann auch von Laien durchgeführt werden.
Im Allgemeinen wird „Starthilfe“ reduziert auf das Anlassen von Motoren in Kraftfahrzeugen, aber auch bei Boots- und Flugmotoren, bei Schienenfahrzeugen, bei mobilen und stationären Anlagen mit Motorantrieben sowie im Modellbau wird Starthilfe angewandt.

## Starthilfe per Starthilfekabel
Liefert die Starterbatterie nicht mehr genügend Strom, um den Verbrennungsmotor mit einem elektrischen Anlasser mit ausreichender Drehzahl zu starten, dann kann eine externe Stromquelle genutzt werden, sofern ihre Nennspannung gleich ist und sie ausreichend Leistung bereitstellen kann. Bei der Entwicklung von Kraftfahrzeugen wird mitunter die Starthilfe mit einer nicht kompatiblen Nennspannung berücksichtigt. Umgangssprachlich spricht man dabei auch vom „Überbrücken“. Das Anlassproblem sollte auch tatsächlich nur durch den zu niedrigen Ladestand der Batterie begründet sein, da andere Fehlerquellen auch nach dem Startversuch bestehen bleiben.

### Starthilfe durch Spenderfahrzeug
- Empfänger: nicht startfähiges Fahrzeug mit entladener Starterbatterie.
- Spenderfahrzeug: startfähiges Fahrzeug mit geladener Batterie.

Die Betriebsanleitungen von Spender und Empfänger sind zu beachten, da manche Fahrzeuge im Motorraum eigene Anschlüsse für die Starthilfe haben, die Batterie sich aber zum Beispiel im Kofferraum befindet.
1. Fahrzeuge so dicht wie möglich nebeneinander stellen und bei beiden die Feststellbremse betätigen.
2. Spenderfahrzeug starten und einen größeren Verbraucher einschalten (z. B. Heckscheibenheizung).
3. Mit dem roten Kabel die Pluspole der Batterien verbinden.[Anmerkung 1] Siehe Bild.

Starthilfekabel: Die Reihenfolge beim Anklemmen muss beachtet werden. Beim Lösen ist sie umgekehrt.

1. Das schwarze Kabel erst an den Minuspol der Spenderbatterie klemmen und dann an ein blankes Metallteil im Motorraum des Empfängers.[Anmerkung 2]
2. Großen Verbraucher abschalten und Spenderfahrzeug auf mittlere Drehzahl bringen, um mit dem Generator die Empfängerbatterie wenige Minuten aufzuladen.
3. Für das Starten des Empfängermotors stehen nun Spenderbatterie, teilgeladene Empfängerbatterie und Spender-Generator bereit.
4. Vor dem Trennen des Stromkreises (in umgekehrter Reihenfolge – bei Schwarz-am-Metall beginnend) sollten die Fahrzeuge eine gewisse Zeit laufen, um eine Ladung der Empfängerbatterie sicherzustellen. Das Einschalten von Verbrauchern am Empfängerfahrzeug oder an beiden Fahrzeugen dämpft Spannungsspitzen beim Abnehmen der Kabel.[Anmerkung 3]
5. Nach dem Starten muss die Empfängerbatterie noch geladen werden z. B. indem man eine halbe Stunde fährt. Bricht die Batteriespannung stattdessen wieder ein, ist meist der Generator defekt.

### Starthilfekabel

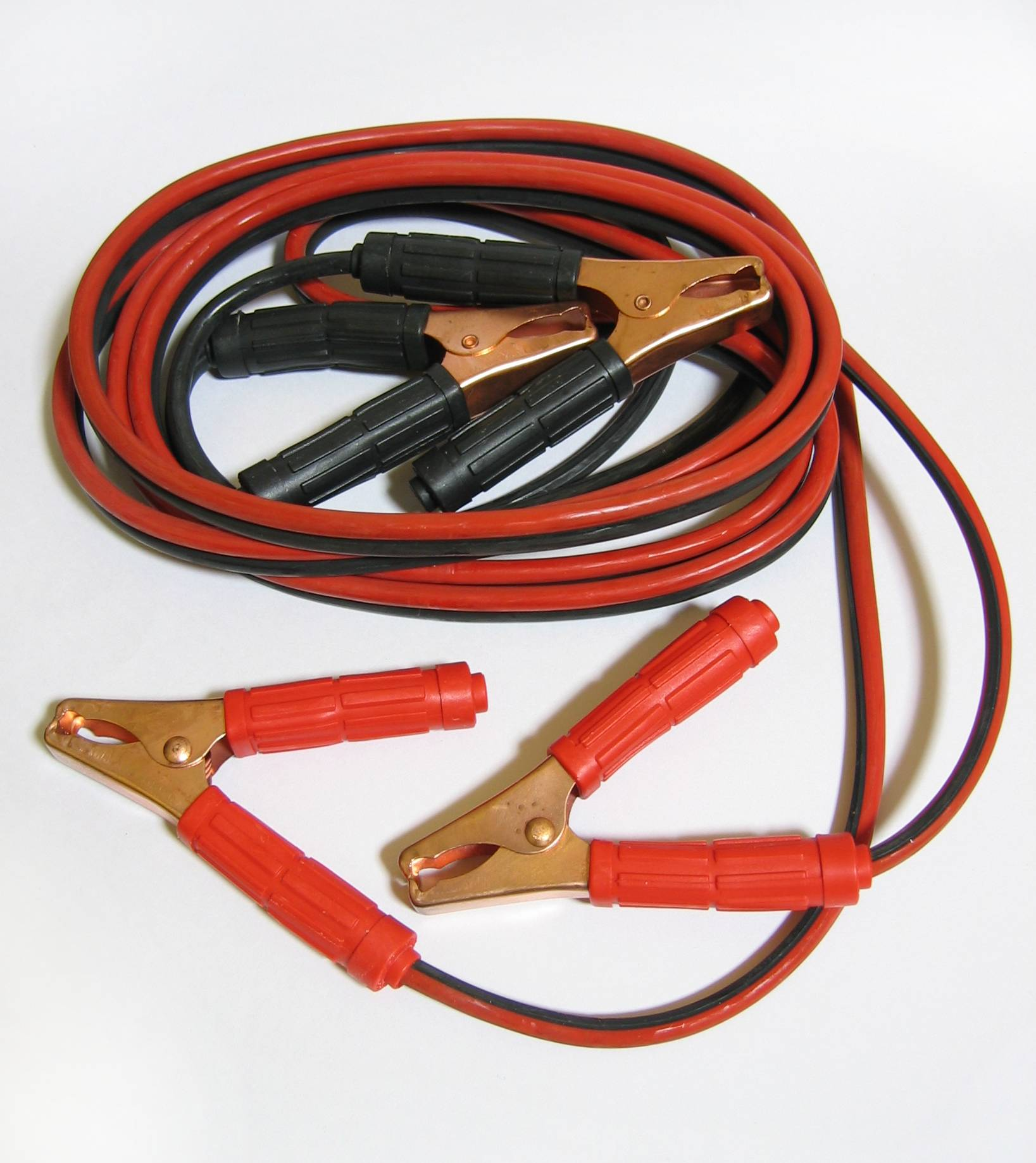
Minderwertiges Starthilfekabel mit aus Blech gefertigten und unisolierten Polzangen, hochwertige Kabel sind mit gegossenen Polzangen versehen.

Die externe Batterie (meist eines helfenden KFZ) wird mit Hilfe eines Starthilfekabels (auch „Starterkabel“, „Überleitungskabel“ oder „Überbrückungskabel“) mit der Batterie des Empfängerfahrzeuges verbunden (parallel geschaltet).
Ein Starthilfekabel besteht aus zwei isolierten elektrischen Leitungen, die auf beiden Seiten mit einer großen Klemme versehen sind. Die eine Leitung verbindet die Pluspole, die andere die Minuspole der Batterien. Zur besseren Unterscheidung sind die Farben rot (Plus) und schwarz (Minus) üblich.
Sonderformen sind möglich, zum Beispiel beim Militär mit Stecker-/Buchse-System und zusammengefassten Leitungen. Es sollen nur Kabel mit ausreichendem Querschnitt (mindestens 16 mm² Kupfer oder 25 mm² Aluminium) verwendet werden. Der Kabelquerschnitt richtet sich grob nach der Größe des Hubraums, genauer nach dem erforderlichen Kaltstartstrom des Anlassers.
Kabel mit größerem Querschnitt sind grundsätzlich auch für schwächere Motoren geeignet.
Für Motoren ab ca. 2 Litern Hubraum sowie für Dieselmotoren (der Motor muss hier zusätzlich mit 20–40 Ampere pro Zylinder vorgeglüht werden) empfehlen sich Kabel mit einem Querschnitt von 25 mm² Kupfer oder 40 mm² Aluminium. Ein besonders großer Hubraum oder Dieselmotoren mit mehr als 3 Litern Hubraum erfordern Kabel mit 35 mm² Kupfer oder 55 mm² Aluminium.
Viele Kabel sind aus Aluminium, weil dies bei gleichem Widerstand nur ein Fünftel der Materialkosten von Kupfer hat und die Hälfte des Gewichts, obwohl der Querschnitt 1,6fach so groß ist, denn die Dichte ist weit geringer. Allerdings ist Aluminiumkabel nicht so flexibel und die Adern brechen leichter.
Wenn die externe Energiequelle verglichen mit der Empfängerbatterie klein ist oder das Starthilfekabel schwach, empfiehlt sich das etwa viertelstündige Vorladen der erschöpften Batterie. Dabei muss der Motor laufen, damit die Lichtmaschine die erschöpfte Batterie laden kann, denn ein voller Akku lädt einen leeren Akku nur unzureichend.
Je länger das Kabel ist, desto größer muss – wegen des elektrischen Widerstandes – der Querschnitt sein. Ein großer Kabelquerschnitt verringert zudem die Überhitzungsgefahr.
Für Starthilfekabel gelten die DIN 72553 (Ausgabe: 1994–04, Starthilfekabel für Straßenfahrzeuge mit Verbrennungsmotor – Maße, Anforderungen, Prüfung) und die ISO 6722 (Ausgabe: 2006–08, Straßenfahrzeuge – 60 V und 600 V einadrige Verbindungsleitungen – Abmessungen, Prüfmethoden und Anforderungen).

### Schnellladen via Zigarettenanzünder-Buchse
Eine nicht empfohlene Möglichkeit der Starthilfe sind Kabel zur Verbindung der Fahrzeuge über eine Zigarettenanzünder-Buchse. Da hierbei der Strom durch die geringen Kabelquerschnitte und die Sicherungen der Fahrzeugsteckdosen auf 10 bis 20 A begrenzt ist, muss die Empfängerbatterie bei laufendem Spenderfahrzeug allerdings viele Minuten geladen werden, bis sie den Motor wieder selbst starten kann. Diese Art der Batterieladung funktioniert nur dann, wenn beim Empfängerfahrzeug der Zigarettenanzünder auch bei abgeschalteter Zündung mit der Batterie verbunden ist, andernfalls verbraucht die eingeschaltete Zündung und damit gekoppelte Aggregate teils mehr als den Ladestrom.

### Alternative elektrische Starthilfe

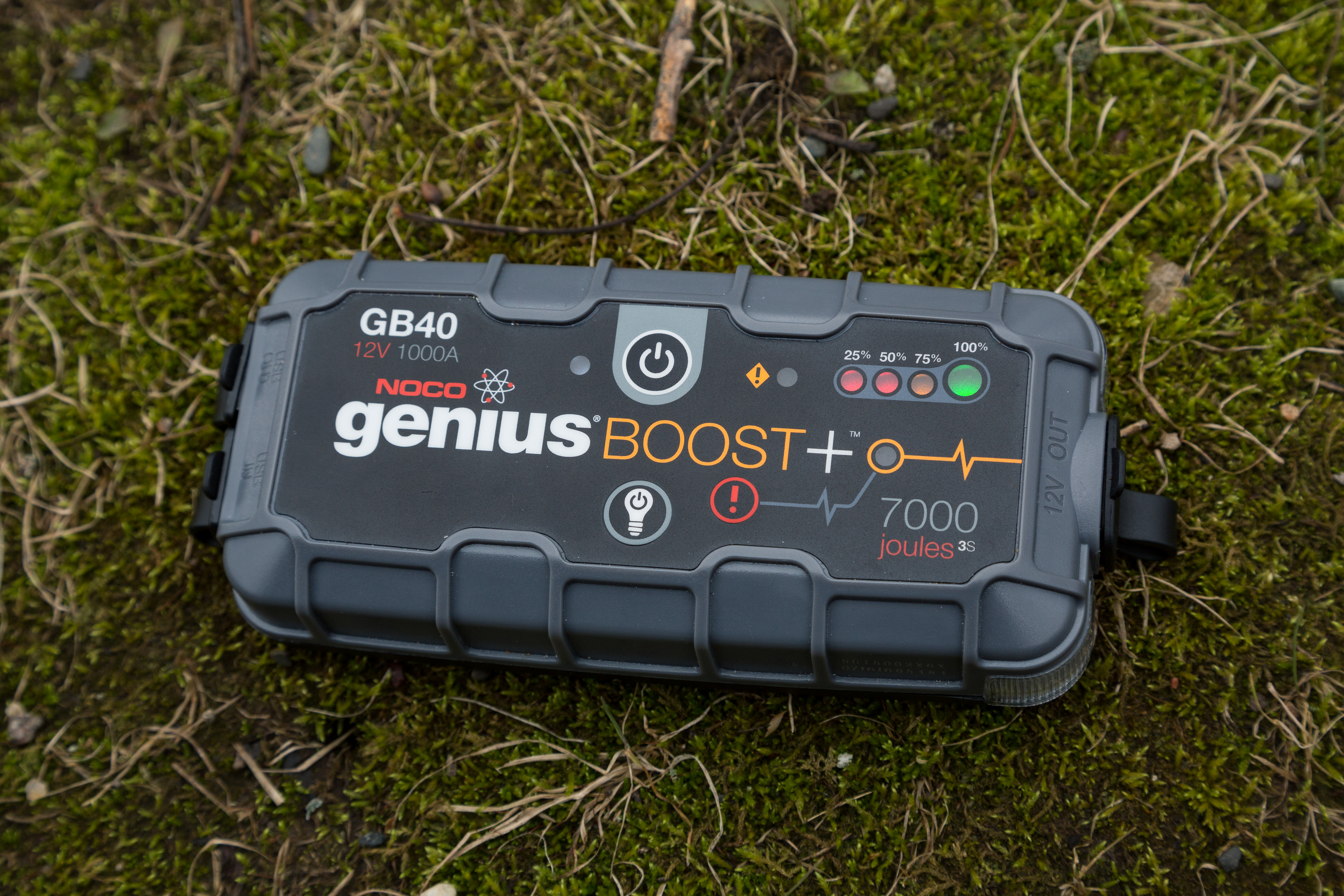
Lithium-Ionen-Akku der als Starthilfe verwendet werden kann

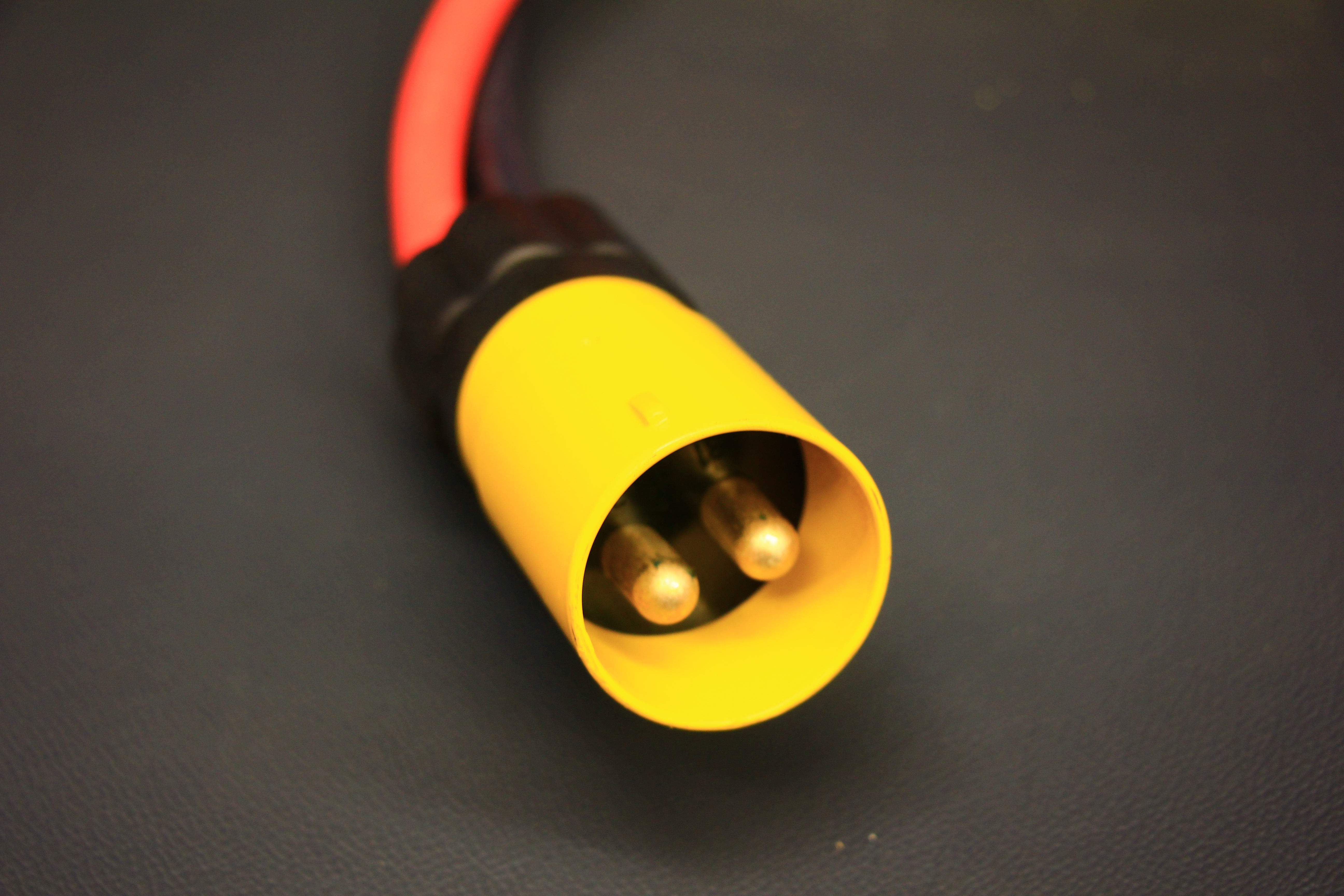
NATO-Stecker für 12 / 24 V, geeignet zum Fremdstarten

- Akkupacks (Powerstations) mit hochstromfähigen Akkus
- Fahrzeuge mit Zweitbatterie und Batterietrennrelais (z. B. Wohnmobile, Geländewagen und Einsatzfahrzeuge): Starthilfe wie zwischen zwei Fahrzeugen.
- Fahrzeuge mit Zweitbatterie und Starthilfetaster (meist unter dem Fahrersitz verbaut). Durch drücken eines Tasters zieht ein Hochstromfähiges Batterietrennrelais oder zweites Anlasserrelais an. Die geladene „Aufbaubatterie“ wird mit der entladenen „Starterbatterie“ parallel geschaltet. Man kann sich sehr schnell durch Knopfdruck selber Starthilfe geben, da bereits alles fest verdrahtet ist. Ein Starthilfekabel mit Krokodilklemmen entfällt.
- NATO-Stecker (VG 96917), fest montierte zweipolige Steckdose mit wasserdichter Abdeckkappe (Nato, Bundeswehr, THW, Einsatzfahrzeuge). Mittels Leitung 35 mm² mit entsprechenden Steckern „Schweinenase“ kann schnell Starthilfe gegeben werden, ohne an die Batteriepole zu müssen.
- Werkstätten benutzen oft große Starterbatterien, teilweise auch mehrere parallel geschaltet, um Starthilfe zu geben.
- Ladegeräte, die eine Starterbatterie enthalten.

## Andere Techniken bei Kraftfahrzeugen

### Starthilfe durch Anschieben
Anschieben ist möglich, wenn das liegengebliebene Auto ein Schaltgetriebe oder ein automatisiertes Schaltgetriebe hat. Fahrzeuge mit Automatikgetriebe (Strömungsgetriebe) lassen sich nur dann anschieben oder anschleppen, wenn das Getriebe mit einer Sekundärölpumpe ausgerüstet ist.
Für ein erfolgreiches Anschieben oder Anschleppen muss die Batterie noch wenigstens den Zündstrom liefern können und die Zündung und Kraftstoffversorgung in Ordnung sein. Auch bei Dieselmotoren muss die Batterie in der Lage sein, das Kraftstoffventil zu öffnen.
Der Zündschlüssel wird auf Zündposition gebracht und das Lenkradschloss ausgerastet. Eine oder mehrere Personen bringen den Wagen in Schwung. Bei Motoren mit Vergaser kann unverbrannter Kraftstoff den Fahrzeugkatalysator beschädigen.
Motorräder mit größerem Hubraum sollten in einem höheren Gang angeschoben werden, da sonst das Hinterrad blockiert. So baut sich die Last im Antriebsstrang langsam auf und geht nicht gleich „auf Block“; beim Loslassen des Kupplungshebels ist es zweckmäßig, nicht mehr zu schieben, damit ein größeres Gewicht auf das Hinterrad drückt.

### Starthilfe durch Anschleppen
Hierzu werden das schleppende Fahrzeug und das anzuschleppende Fahrzeug mit einem Seil oder einer Abschleppstange verbunden. Die Zündung des anzuschleppenden Fahrzeuges wird eingeschaltet. Nun wird vorsichtig möglichst ohne Ruck (des Seiles) angeschleppt. Dazu ist ein höherer Gang zu benutzen. Wenn das Fahrzeug rollt, kurz einkuppeln, bei Start auskuppeln, Gas geben und gegebenenfalls bremsen und dem Fahrer des schleppenden Wagens kurz per Hupe signalisieren, dass der Startversuch glückte.
LKW mit Federspeicherbremse können nur angeschleppt werden, wenn der Druck im Luftdruck-Bremssystem noch ausreicht, um die Feststellbremse zu lösen. Meist gibt es bei Lastkraftwagen allerdings die Möglichkeit, die Bremsanlage des anzuschleppenden Fahrzeuges vom anschleppenden Fahrzeug mitversorgen zu lassen (verbinden der roten Kupplungen mittels passenden Schlauches).
Beim Anschleppen gilt ebenso wie beim Anschieben, dass Fahrzeuge mit Katalysator nur dann angeschleppt werden dürfen, wenn der Motor nur durch eine entladene Batterie nicht anspringt, das heißt die Zündanlage muss voll funktionsfähig sein. Ansonsten kann unverbrannter Kraftstoff in den Katalysator gelangen und ihn beschädigen.
Anschleppen oder Anschieben ist nicht nur bei Fahrzeugen mit Katalysator problematisch – alle Fahrzeuge mit Abgasnachbehandlungssystemen und Filtern können durch Anschleppen geschädigt werden.

### Starthilfe mit Kurbel
Manche Oldtimer wie zum Beispiel der Renault 4 oder der Citroën 2CV haben zusätzlich zu einem elektrischen Starter eine Kurbel im Bordwerkzeug, mit der der Motor hilfsweise gestartet werden kann. Die Kurbel wird an einer Klauenkupplung teils mit Freilauf an der Kurbelwelle oder der Getriebehauptwelle angesetzt. Zum Durchstecken der Kurbel gab es entsprechende Löcher in der Stoßstange und im Rahmen oder in der Motorhaube. Die Klauen sind, vergleichbar Einweg-Schlitzschraube ausgefräst, um die Kurbel bei Anlaufen des Motors auszuwerfen, statt mitzudrehen.

### Starthilfespray
Durch Einsprühen von Starthilfespray in den Ansaugtrakt kann man einen startunwilligen Motor zum Laufen bringen, vorausgesetzt, dass der Anlasser, die Batterie und die Zündanlage funktionieren. Am wirkungsvollsten ist eine Applikation hinter dem Luftfilter.

## Starthilfe bei Hybridfahrzeugen
Hybridfahrzeuge benutzen zum Anlassen des Verbrennungsmotors den Elektroantriebsmotor, der mit der höheren Spannung der Traktionsbatterie betrieben wird. Solche Fahrzeuge haben zwar ein 12-Volt-Bordnetz, aber nicht zum Starten des Motors, jedoch für Steuergeräte, die zum Start und der Fahrzeugbeleuchtung benötigt werden.

## Starthilfe bei Motorrädern
Ein Auto kann Starthilfe für ein Motorrad geben wenn die Batterien der beiden Fahrzeuge die gleiche Nennspannung haben (üblicherweise 12 V).
1. Befestigung des Pluskabels am Pluspol.
2. Befestigung des Massekabels am Minuspunkt des Autos und an einem Massepunkt am Motorrad; ein feststehendes, nicht isoliertes/nicht lackiertes Metallteil, zum Beispiel am Motor.